# Gantz Perfect Answer
Gantz: Perfect Answer es una película japonesa de acción y drama basada en el manga Gantz. Fue estrenada en Japón el 23 de abril (9 de julio en USA) de 2011 y es la segunda parte de Gantz, película dirigida por Shinsuke Sato, entrenada en enero de 2011 y protagonizada por Kazunari Ninomiya - como Kei Kurono -, Kenichi Matsuyama - como Masaru Kato -, y Natsuna Watanabe - como Kei Kishimoto.
El manga está escrito por Hiroya Oku y la adaptación al cine fue hecha por Yûsuke Watanabe. 

## Argumento
Han trascurrido 5 meses desde la destrucción del museo y, desde entonces, Kei Kurono y Yoshizaku Suzuki han ido cumpliendo misiones y se han ido acercando a los 100 puntos que les permitirán revivir a Kato y alguno más de los fallecidos en el juego. Mientras tanto, un investigador, Mashamitsu Shigeta, les ha ido siguiendo la pista y ha ido recopilando información al servicio de un misterioso grupo, dirigido por el enigmático Kurofu Ichi, cuyo objetivo es llegar hasta el mismo Gantz. Consciente de que le buscan y ante los primeros fallos de su propio sistema, Gantz, a través de una esfera menor, se pone en contacto con una "reclutadora", la modelo Eriko Ayukawa, que deberá conseguir llevar a cuatro individuos clave hasta la habitación de Gantz. Sin embargo, las cosas se complicarán mucho cuando Eriko sea perseguida por el grupo de Ichi, aprovechando que tiene que liquidar y conseguir una última jugadora para el equipo: Tae Kojima. 

## Reparto
| Actor             | Personaje          | Otras películas                                   |
| ----------------- | ------------------ | ------------------------------------------------- |
| Kenichi Matsuyama | Masaru Kato        | Tokyo Blues Death note 1, 2, 3 Detroit Metal City |
| Kazunari Ninomiya | Kei Kurono         | Cartas desde Iwo Jima                             |
| Go Ayano          | Kurofu Ichi        |                                                   |
| Takayuki Yamada   | Mashamitsu Shigeta | Crows zero Crows ZERO II                          |
| Yuriko Yoshitaka  | Tae Kojima         |                                                   |
| Ayumi Ito         | Eriko Ayukawa      |                                                   |
| Kanata Hongô      | Joichiro Nishi     |                                                   |
| Tomorowo Taguchi  | Yoshikazu Suzuki   |                                                   |
| Kensuke Chisaca   | Ayumu Kato         |                                                   |
| Natsuna Watanabe  | Kei Kishimoto      |                                                   |
| Shun'ya Shiraishi | Hiroto Sakurai     |                                                   |

Para más información: https://web.archive.org/web/20111025051946/http://gantz-movie.com/perfect-answer/index.html
- Datos: Q4133372